# Manifestations de 2017-2018 en Russie
Les manifestations de 2017 et 2018 sont une série de rassemblements de protestation dans la fédération de Russie, se déroulant du 26 mars 2017 au 28 octobre 2018. Visant initialement à mettre fin à la corruption en Russie, les revendications s'étendent à la demande de pratiques politiques plus démocratiques et à l'opposition à Vladimir Poutine. En 2018, un autre mouvement social se greffe au premier, avec pour objectif l'abandon du projet d'augmentation de l'âge légal de départ à la retraite.
Les manifestations anticorruption sont principalement soutenues par Alexeï Navalny, qui est arrêté et condamné à plusieurs reprises, en même temps que plusieurs milliers d'autres personnes. De son côté, le Parti communiste de la fédération de Russie participe à la contestation contre la réforme des retraites.

## Revendications
En 2017, l'une des revendications des manifestations est l'autorisation de la candidature du principal opposant russe, Alexeï Navalny, à l'élection présidentielle russe de 2018. En prévision de celle-ci, il ouvre des bureaux de campagne dans de nombreuses villes de Russie. Il reste toutefois inéligible, en raison d'une « condamnation à caractère politique », qu'il juge « orchestrée par le Kremlin ». Ses différents locaux sont perquisitionnés à plusieurs reprises et son équipe régulièrement placée en garde à vue. Ils sont également la cible d'attaques de la part de groupes radicaux favorables au pouvoir russe. Il n'est finalement pas autorisé à se présenter.
Une autre revendication portée par les organisateurs est la fin de la présidence de Vladimir Poutine. Au moment des événements de 2017, sa candidature à l'élection de 2018 est toujours incertaine ; il briguerait alors un quatrième mandat. Beaucoup des participants réclament son départ et s'opposent à une nouvelle candidature. Plus généralement, les manifestants affichent leur rejet du système électoral, où chaque scrutin est, selon Navalny, « joué d'avance ». La candidature officielle de Vladimir Poutine rend ainsi sa réélection presque inévitable. Le leader d'opposition cherche alors à agir sur la participation, en appelant au boycott de l'élection. Celle-ci est finalement remportée, « sans surprise », selon Le Point, par le président sortant.
En 2018, la principale revendication est l'abandon du projet de réforme des retraites qui doit faire passer l'âge légal de départ à la retraite, progressivement, de 60 à 65 ans pour les hommes et de 55 à 63 ans pour les femmes. Les opposants affirment que cette réforme empêchera les Russes de profiter de leur retraite, en particulier les hommes, dont l'espérance de vie se situe autour de 66 ans, mais ce sont les femmes qui seraient les plus désavantagées, du fait de leurs difficultés à l'embauche au-delà d'un certain âge. Cette mesure ne fait pas partie du programme de Vladimir Poutine pour l'élection présidentielle.

## Mouvement d'opposition à Vladimir Poutine (2017-2018)

### Contexte et premiers appels à manifester
Le 2 mars 2017, le leader d'opposition russe Alexeï Navalny publie une vidéo dénonçant la corruption en Russie, en particulier l'« empire immobilier » que se serait constitué le Premier ministre et ex-président russe Dmitri Medvedev. Celle-ci est vue plus de 12 millions de fois, mais ne reçoit aucun écho dans les médias traditionnels contrôlés par l'État ; elle est considérée comme le point de départ des manifestations. Il appelle ainsi à des rassemblements dans 99 villes de Russie pour protester contre la corruption. Il s'agit de la première manifestation d'ampleur depuis les protestations massives sur la place Bolotnaïa lors de l'investiture de Vladimir Poutine, le 6 mai 2012.
Les militants adoptent pour symbole le canard en plastique, jouet présent dans le documentaire de Navalny et portent également des baskets, autre référence au film.

### Premières manifestations
Le 26 mars, de premières manifestations sont organisées. Des milliers de personnes descendent dans les rues de plusieurs grandes villes de Russie, telles que Saint-Pétersbourg, Oufa, Samara, Tambov et Perm. Des rassemblements se déroulent également en Crimée, occupée par la Russie depuis son annexion par la Russie en 2014. Hors de Moscou, « les régions russes étaient plus remontées et [leurs revendications] plus fortes que dans la capitale », selon un site d'informations russe.
Au moins 8 000 personnes, selon les autorités russes, sont présentes à Moscou, mais Le Monde fait état d'un nombre bien plus élevé de participants. Les organisations d'opposition revendiquent elles 30 000 manifestants. Parmi eux, une grande partie sont très jeunes, étudiants ou même lycéens. Les participants sont rassemblés dans la rue Tverskaïa, grande artère de Moscou menant au Kremlin, et la parcourent dans les deux sens ; la place Pouchkine fait également partie du périmètre de manifestation. L'ensemble de l'événement est interdit par les autorités, qui souhaitent initialement éloigner la manifestation du centre-ville.
À Moscou, la police antiémeute intervient très rapidement, secondée par la Garde nationale, un hélicoptère et de nombreux véhicules de police. De très nombreuses arrestations sont effectuées, visant particulièrement les militants porteurs de pancarte, sans se préoccuper de l'âge des individus, et les personnes visées sont évacuées par des rotations de fourgons de police. Alexeï Navalny lui-même est arrêté dans la journée, de même que son fils de 18 ans. Le bilan en fin de journée est d'« au moins 933 » arrestations selon l'ONG OVD-Info, et la police affirme avoir procédé à 500 arrestations à Moscou et 130 à Saint-Pétersbourg.
En parallèle, la Fondation anticorruption, organisation fondée et animée par Navalny, diffuse en direct des informations et des revendications. Ses locaux sont perquisitionnés en fin de journée et la plus grande partie de l'équipe est arrêtée, dont Leonid Volkov. Ils pourraient être inculpés.
Le département d'État des États-Unis ainsi que l'Union européenne appellent à la libération immédiate des « manifestants pacifiques », considérant leur arrestation comme une « injure aux valeurs démocratiques ».

### En avril
Le 2 avril 2017, un petit défilé de protestation est organisé à 13 h 30 dans la rue Tverskaïa, via les réseaux sociaux. Les participants disent vouloir se diriger vers la place Rouge afin « d'appeler à la démission du gouvernement et à une élection présidentielle anticipée ». La police s'interpose et barre le passage aux manifestants. Environ 30 personnes sont arrêtées. L'opposant Alexeï Navalny, alors emprisonné à la suite de la manifestation du 26 mars, n'est pas impliqué dans l'organisation, selon une membre de son équipe.
Le 29 avril, des manifestations ont lieu à travers la Russie pour protester contre une nouvelle candidature de Vladimir Poutine et rassemblent plusieurs centaines de personnes. Adoptant le slogan « Nadoïel » (« nous en avons assez de lui »), les mobilisations sont soutenues par l'organisation Open Russia de l'oligarque et opposant Mikhaïl Khodorkovski. À Saint-Pétersbourg, au moins 120 manifestants sont arrêtés selon OVD-Info. Dans la ville de Moscou, entre 200 et 250 personnes y participent avec pour objectif de déposer une pétition aux locaux de l'administration présidentielle. Le ministère de l'Intérieur affirme qu'« aucune infraction à la loi n'a eu lieu ». Dans d'autres villes de Russie, comme à Toula et Kemerovo, des manifestations ont lieu et donnent lieu à plusieurs arrestations. Partout en Russie, elles sont interdites par les autorités.

### «Deuxième vague»de mobilisation
En mai, l'annonce d'un projet de réaménagement urbain majeur dans le centre-ville de Moscou mécontente les propriétaires de nombreux logements, qui risquent l'expulsion. L'initiative, qualifiée de « pharaonique », doit initialement concerner 1,6 million de personnes, mais fait l'unanimité contre lui au sein de l'opposition. Des appels à manifester et des tracts — certains visant directement le régime — sont relayés, ce qui laisse craindre une deuxième vague de mobilisation après celle du 26 mars.
Le 11 juin, à la veille d'une « deuxième vague » de mobilisation, Alexeï Navalny est arrêté, devant l'entrée de son immeuble selon Ioulia Navalnaïa, mais le rendez-vous est maintenu. Le lendemain, un autre appel national à manifester est suivi d'effet. Au dernier moment, les organisateurs déplacent la manifestation moscovite de l'avenue Sakharov au nord-est de la ville à la rue Tverskaïa. Initialement autorisée à son premier emplacement, les autorités affirment qu'un événement est déjà prévu dans cette rue et l'interdisent au nouveau lieu prévu. Elle rassemble 30 000 personnes selon la Nezavissimaïa Gazeta, seulement 5 000 d'après les chiffres de la police, mais moins de lycéens sont présents, remplacés par de jeunes adultes. De très nombreuses arrestations ont lieu, de 750 à 850 à Moscou, entre 500 et 900 à Saint-Pétersbourg et environ 2 100 au total en Russie. Pour l'éditorialiste du Moskovski Komsomolets, Navalny est au moins en partie responsable de ce bilan, en raison de sa stratégie de « [jouer] au chat et à la souris avec le pouvoir, sans se soucier du destin des ‘souris’ à qui il a monté la tête »,.

### Manifestations de plus faible ampleur
Le 23 juillet, une manifestation est organisée contre la censure, de plus en plus forte en Russie, en particulier sur Internet. Plus d'un millier de personnes sont rassemblées ce jour-là. L'événement a lieu en réaction à une loi entrée en application deux jours plus tôt, visant à interdire « l’utilisation anonyme d’applications et de logiciels de messagerie en ligne », souvent utilisés par les opposants pour communiquer. Elle durcit également les mesures de lutte contre le contournement de cette censure. D'autres lois permettent d'ordonner la fermeture de médias ou d'organisations considérés comme « remplissant les fonctions d’un agent étranger » ou de bloquer des sites Internet et des médias sociaux plus facilement,.
Le 7 octobre ont lieu des manifestations non autorisées à l'occasion de l'anniversaire de Vladimir Poutine, à l'appel d'Alexeï Navalny. La mobilisation est décrite comme « dans l'ensemble nettement inférieure aux manifestations du printemps », mais représenterait « un défi direct au président russe » en raison du choix de la date, la journée étant habituellement consacrée à des cérémonies en son honneur. Dans la ville de Saint-Pétersbourg, 3 000 militants marchent aux cris de « Liberté pour Navalny », avant l'arrestation de 66 personnes, de manière musclée pour certaines, qui finissent en sang. Tout rassemblement était interdit par les autorités. L'organisation Amnesty International dénonce les arrestations et appelle à la libération des personnes détenues le plus rapidement possible ; elle accuse la police d'avoir usé de la force de manière disproportionnée à Iakoutsk et Saint-Pétersbourg. À Moscou, l'événement a lieu dans le calme malgré la présence d'importantes forces de police antiémeute. Partout en Russie, plus de 270 personnes sont interpellées au total. Vladimir Poutine ne réagit pas aux manifestations, tout comme la chaîne Rossiya 24.

### Contestation nationaliste
Le 5 novembre 2017, un militant et blogueur radical du nom de Viatcheslav Maltsev, candidat malheureux aux élections législatives en 2016, appelle à manifester en organisant une « révolution du peuple » contre le président Poutine. À la tête du mouvement Artpodgotovka (en), il se présente comme « nationaliste russe » et est soutenu par Alexeï Navalny, qui apparaît à plusieurs reprises dans ses vidéos.
La marche rassemble plusieurs centaines de participants à travers la Russie. Au moins 380 personnes sont arrêtées, la plus grande partie à Moscou. Les interpellés sont, selon l'agence de presse d’État Tass en possession d'armes blanches ou d'armes tirant des balles de caoutchouc. Un journaliste de la radio indépendante Écho de Moscou, Andreï Iejov, est lui aussi arrêté.

### Poursuite des manifestations antigouvernementales en 2018
En janvier 2018, à l'appel d'Alexeï Navalny, de nouvelles manifestations ont lieu dans toute la Russie. Les autorités les interdisent et menacent de sanctions judiciaires l'opposant et les participants. Elle réunissent 4 000 personnes, selon l'Agence France-Presse, dans la rue Tverskaïa de Moscou, sous haute surveillance des forces de police antiémeute. Dans 118 villes de Russie, comme à Nijni Novgorod, Iakoutsk et Saint-Pétersbourg, des milliers de personnes se réunissent également. Au moins 180 militants sont arrêtés dans le pays, dont Navalny dès le début de la manifestation moscovite. Des descentes de police visent les locaux de sa Fondation anticorruption et ses locaux de campagne.
Le 5 mai 2018, deux jours avant l'investiture de Poutine, à la suite de sa victoire lors de l'élection présidentielle russe de mars 2018, les participants se donnent rendez-vous dans la même rue et sur la place Pouchkine, arborant des couronnes en papier et des badges « N », initiale de Navalny, comme symboles contestataires. Le slogan « Honte » est scandé en ukrainien, repris de la révolution de Maïdan, Des contre-manifestants portant des rubans de Saint-Georges, membres des Cosaques de la fédération de Russie, sont aussi présents sur la place, fait inédit dans l'historique du mouvement. La manifestation est vite réprimée par la police, avec une charge des OMON, secondés des contre-manifestants. Quelques minutes seulement après sa prise de parole, Navalny est placé en garde à vue puis libéré le soir même. Au total, plus de 1 600 manifestants sont arrêtés, dont au moins 700 à Moscou, selon OVD-Info. Des tactiques musclées sont employées par les autorités, qui menacent de l'usage de « produits spéciaux », font usage de gaz lacrymogène et obtiennent finalement la dispersion du rassemblement ; la force employée est jugée « disproportionnée » par Amnesty International. Des violences commises par les Cosaques sont aussi documentées.
Le 28 octobre 2018, un nouvel appel à manifester rassemble quelques centaines de personnes à travers la Russie, dont 200 à Moscou, dans la rue Tverskaïa et sur la place Loubianka, et donne lieu à plusieurs dizaines d'arrestations.

## Mouvement d'opposition à la réforme des retraites (2018)
En 2018, une nouvelle vague de contestations touche la Russie. Elles visent cette fois à s'opposer à un projet de réforme des retraites controversé prévoyant la hausse de l'âge de départ à la retraite, annoncé le jour de l'ouverture de la Coupe du monde de football 2018.
Le Parti communiste de la fédération de Russie appelle également à manifester contre la réforme le 28 juillet 2018. La présence de 100 000 manifestants est annoncée par les organisateurs, mais des journalistes affirment que le nombre de participants se situerait plutôt autour de 10 000. Des rassemblements et marches ont lieu dans de nombreuses autres villes de Russie.
Plusieurs manifestations dans les grandes villes de Russie sont également organisées le 9 septembre par Navalny , le même jour que les élections locales. L'enjeu est alors d'inciter les citoyens à ne pas aller voter pour montrer leur désapprobation de la politique du gouvernement, les résultats électoraux étant peu susceptibles d'être influencés. Le 25 août, Navalny est arrêté devant son domicile, alors qu'il s'apprête à faire des « annonces intéressantes » et qu'il critique fortement le projet de réforme des retraites. Le 9 septembre, au moins 2 000 personnes manifestent sur la place Pouchkine à Moscou et environ mille à Saint-Pétersbourg. Plus de 839 manifestants sont arrêtés dans toute la Russie, principalement à Saint-Pétersbourg et Iekaterinbourg.
Une pétition en ligne est lancée pour demander l'abandon du projet, et recueille 2,9 millions de signatures, une opposition rare à un projet de réforme initié par Vladimir Poutine. Le mouvement fait baisser fortement la cote de popularité du président russe, de 80 % à 64 %. Il décide de faire partiellement marche arrière et assouplit le projet à la fin du mois d'août. L'âge légal de départ à la retraite prévu pour les femmes est abaissé de 63 à 60 ans, mais le projet n'évolue pas pour les hommes.

## Poursuites judiciaires
Le 27 mars, au lendemain de la première manifestation, l'opposant Alexeï Navalny est jugé après son arrestation et est condamné à 15 jours de prison et à une amende de 20 000 roubles. Il lui est reproché d'avoir organisé une manifestation non autorisée et un refus d'obtempérer lors de son arrestation,. À la suite de son arrestation le 11 juin, il est sanctionné de 30 jours de prison, une peine alourdie pour récidive ; il est libéré le jur de l'ouverture de la Coupe du monde de football 2018. Le 2 octobre, Navalny est à nouveau astreint à 20 jours de détention administrative, sa troisième condamnation en un an.
Le même jour, Leonid Volkov, son directeur de campagne, est condamné lui aussi. Il doit purger une peine de 20 jours de détention administrative pour les mêmes motifs que son candidat. Il est remis en liberté trois jours plus tard puis incarcéré à nouveau seulement quelques heures plus tard. Finalement, il est condamné une seconde fois à la même peine, cette fois pour des tweets publiés « en violation de la législation russe ».
Arrêté à nouveau le 5 mai 2018, il est inculpé et jugé la semaine suivante. Le 25 août 2018, il est arrêté une nouvelle fois devant son domicile, interpellation durant laquelle il a le doigt cassé. Selon sa porte-parole Kira Iarmych, « est probablement liée » à son implication dans la manifestation prévue le 9 septembre. À l'issue d'un nouveau procès, il est condamné à 30 jours de prison. Le jugement fait suite à une affaire ouverte depuis la manifestation de janvier 2018 et l'appel au boycott de l'élection présidentielle. L'opposant affirme que l'objectif de cette procédure judiciaire est de l'« empêcher de participer aux préparatifs de la vague de protestations nationale contre la hausse de l'âge du départ à la retraite »,.
Viatcheslav Maltsev doit lui fuir la Russie pour la France après la manifestation du 5 novembre afin d'échapper à un mandat d'arrêt pour « activités extrémistes » délivré par un tribunal moscovite. Selon le FSB, plusieurs de ses partisans sont arrêtés, en possession notamment de cocktails Molotov, et accusés de préparation d'« actes extrémistes d'ampleur ».